# 金斯韦勒
金斯韦勒是德国莱茵兰-普法尔茨州的一个市镇。总面积3.99平方公里，总人口320人，其中男性176人，女性144人（2011年12月31日），人口密度80人/平方公里。